# العلاقات الكورية الجنوبية الليختنشتانية
العلاقات الكورية الجنوبية الليختنشتانية هي العلاقات الثنائية التي تجمع بين كوريا الجنوبية وليختنشتاين.

## مقارنة بين البلدين
هذه مقارنة عامة ومرجعية للدولتين:
| وجه المقارنة                                              | كوريا الجنوبية                                                          | ليختنشتاين                                 |
| --------------------------------------------------------- | ----------------------------------------------------------------------- | ------------------------------------------ |
| المساحة (كم2)                                             | 100.30 ألف                                                              | 16                                         |
| عدد السكان (نسمة)                                         | 51.47 مليون                                                             | 37.47 ألف                                  |
| الكثافة السكانية (ن./كم²)                                 | 513.16                                                                  | 234.19 ألف                                 |
| العاصمة                                                   | سول                                                                     | فادوتس                                     |
| اللغة الرسمية                                             | اللغة الكورية                                                           | اللغة الألمانية                            |
| العملة                                                    | وون كوري جنوبي                                                          | فرنك سويسري                                |
| الناتج المحلي الإجمالي (بليون دولار)                      | 1.53 تريليون                                                            | 6.29 مليار                                 |
| الناتج المحلي الإجمالي (تعادل القوة الشرائية) بليون دولار | 1.75 تريليون                                                            |                                            |
| الناتج المحلي الإجمالي الاسمي للفرد دولار أمريكي          | 27.22 ألف                                                               |                                            |
| الناتج المحلي الإجمالي للفرد دولار أمريكي                 |                                                                         |                                            |
| مؤشر التنمية البشرية                                      | 0.901                                                                   | 0.908                                      |
| رمز المكالمات الدولي                                      | +82                                                                     | +423                                       |
| رمز الإنترنت                                              | .kr                                                                     | .li                                        |
| المنطقة الزمنية                                           | توقيت كوريا الجنوبية، ت ع م+09:00، آسيا/سيول ‏، ت ع م+08:00، ت ع م+08:30 | توقيت وسط أوروبا، ت ع م+01:00، ت ع م+02:00 |

## منظمات دولية مشتركة
يشترك البلدان في عضوية مجموعة من المنظمات الدولية، منها:
| علم المنظمة | اسم المنظمة                   | تاريخ انضمام كوريا الجنوبية | تاريخ انضمام ليختنشتاين |
| ----------- | ----------------------------- | --------------------------- | ----------------------- |
|             | منظمة الشرطة الجنائية الدولية | ?                           | ?                       |
|             | الأمم المتحدة                 | 17 سبتمبر 1991              | 18 سبتمبر 1990          |
|             | منظمة التجارة العالمية        | ?                           | ?                       |
|             | منظمة حظر الأسلحة الكيميائية  | ?                           | ?                       |
|             | الاتحاد البريدي العالمي       | ?                           | ?                       |

## وصلات خارجية
- موقع وزارة الخارجية الكورية الجنوبية